# Raspberry Pi OS
Raspberry Pi OS (anteriormente llamado Raspbian) es una distribución del sistema operativo GNU/Linux basado en Debian, y por lo tanto libre para la SBC Raspberry Pi, orientado a la enseñanza de informática. El lanzamiento inicial fue en junio de 2012. Desde 2015, la Raspberry Pi Foundation lo ha proporcionado de forma oficial como el sistema operativo primario para la familia de placas SBC de Raspberry Pi. Hay varias versiones de Raspbian, siendo la actual Raspbian Buster.
Raspbian fue creado por Mike Thompson y Peter Green como un proyecto independiente. El lanzamiento inicial fue en junio de 2012. El sistema operativo aún está en desarrollo activo. Raspbian está altamente optimizado para la Raspberry Pi.
Técnicamente el sistema operativo es un port no oficial de Debian armhf para el procesador (CPU) de Raspberry Pi, con soporte optimizado para cálculos en coma flotante por hardware, lo que permite dar más rendimiento en según qué casos. El port fue necesario al no haber versión Debian armhf para la CPU ARMv6 que contiene el Raspberry Pi.
Destaca también el menú "raspi-config" que permite configurar el sistema operativo sin tener que modificar archivos de configuración manualmente. Entre sus funciones, permite expandir la partición root para que ocupe toda la tarjeta de memoria, configurar el teclado, aplicar overclock, etc.
El 17 de diciembre de 2012, junto a la versión 2012-12-16-wheezy-raspbian de Raspbian, se lanzó la tienda de aplicaciones "Pi Store", que en el momento de salida incluía desde aplicaciones como LibreOffice o Asterisk a juegos como Freeciv o OpenTTD. En esta plataforma se puede poner a disposición de todos los usuarios de Raspbian, mediante moderación y posterior lanzamiento, contenidos gratuitos o de pago, como archivos binarios, código python, imágenes, audio o vídeo. Además se quiere incluir documentación acerca del Raspberry Pi como la revista MagPi y tutoriales de proyectos. Actualmente, la tienda ya no se incluye en el sistema pero se puede instalar ejecutando el comando "sudo apt-get update && sudo apt-get install pistore"
Al ser una distribución de GNU/Linux las posibilidades son infinitas. Todo software de código abierto puede ser recompilado en la propia Raspberry Pi para arquitectura armhf que pueda utilizarse en el propio dispositivo en caso de que el desarrollador no proporcione una versión ya compilada para esta arquitectura. Además esta distribución, como la mayoría, contiene repositorios donde el usuario puede descargar multitud de programas como si se tratase de una distribución de GNU/Linux para equipos de escritorio. Todo esto hace de Raspberry Pi un dispositivo que además de servir como placa con microcontrolador clásica, tenga mucha de la funcionalidad de un ordenador personal. Lo que lo puede convertir en una alternativa a los ordenadores personales, especialmente para personas con pocos recursos, para la extensión de la informática en países subdesarrollados o para aplicaciones que no soliciten muchos requerimientos.